# 1860 في المملكة المتحدة
فيما يلي قوائم الأحداث التي وقعت خلال عام 1860 في المملكة المتحدة.

## ظهور
- 1 يناير – آمال عظيمة رواية من تأليف تشارلز ديكنز.
- 1 يناير – أليس في بلاد العجائب كتاب من تأليف لويس كارول.

## كتب
من الكتب التي صدرت هذه السنة في المملكة المتحدة:
- 1 يناير – آمال عظيمة من تأليف تشارلز ديكنز.

## مواليد

### يناير
- 1 يناير – توماس برستون فيزيائي أيرلندي.
- 1 يناير – ويليام باتلر

### مارس
- 22 مارس – جون جورج بارثولوميو
- 25 مارس – جاك باول لاعب كرة قدم ويلزي.

### أبريل
- 5 أبريل – هاري إس بارلو

### مايو
- 2 مايو – وليام بايليس
- 3 مايو – جون سكوت هولدين
- 9 مايو – جيمس ماثيو باري كاتب اسكتلندي.
- 22 مايو – بادن بادن باول
- 24 مايو – جاك روبسون مدرب كرة قدم من المملكة المتحدة.

### يونيو
- 1 يونيو – جون بنتلي
- 18 يونيو – لورا مونتز ليال رسامة كندية.

### أغسطس
- 14 أغسطس – ارنست تومسون سيتون

### سبتمبر
- 25 سبتمبر – جون أدريان لويس هوب سياسي من المملكة المتحدة.

### ديسمبر
- 7 ديسمبر – جوزيف كوك
- 20 ديسمبر – دان لينو ممثل هزلي من المملكة المتحدة.

## وفيات

### يناير
- 27 يناير – توماس بريسبان (مواليد 1773)

### أبريل
- 30 أبريل – توماس بيل (مواليد 1785)

### مايو
- 16 مايو – آن إيزابلا ملبانك (مواليد 1792)

### يونيو
- 29 يونيو – توماس أديسون (مواليد 1793)

### يوليو
- 29 يوليو – جون هيندمارش (مواليد 1785)

### ديسمبر
- 14 ديسمبر – جورج هاملتون غوردون (مواليد 1784) سياسي بريطاني.